# 好胜金蛛
好胜金蛛（学名：Argiope aemula）为圆蛛科金蛛属的动物。分布于俄羅斯、韓國、日本、臺灣、印度尼西亚、巴布亚新几内亚、印度、斯里兰卡、马来西亚以及中国大陆的香港、福建、海南、广东、广西、云南、湖南南部等地。雌蛛體長20—30（0.79—1.18英寸），雄蛛體長15—20（0.59—0.79英寸）。